# 54 Virginis
54 Virginis, eller LM Virginis, är en dubbelstjärna och en förmörkelsevariabel av W Ursae Majoris-typ (EW:) i Jungfruns stjärnbild.
Stjärnan varierar mellan fotografisk magnitud +6,29 och 6,33 med en period av 0,987568 dygn eller 23,7016 timmar. Den befinner sig på ett avstånd av ungefär 635 ljusår.